# 譚凱螢
譚凱螢（英語：Tracy Tam Hoi Ying，1993年6月20日—），香港女演員及節目主持。

## 背景
譚凱螢曾就讀英華女學校，於香港科技大學工商管理學院畢業後，前往台灣修讀國立臺北藝術大學戲劇學系表演課程，隨後曾加入無綫電視台灣製作中心。譚目前已主持《小滋女孩過年攻略》、《台北101種玩法》、《台灣原味道2》等多個節目。於2020年底約滿離開無綫電視台灣製作中心，擬於2021年重新專注於舞台劇及戲劇表演。

## 演出作品

### 主持節目
| 首播           | 節目名              | 備註     |
| 無綫電視 J2    |                     |          |
| 2020年         | 小滋女孩過年攻略    | 主持之一 |
| 2020年         | 台北101種玩法       | 主持之一 |
| 2020年         | 大夢想家            |          |
| 2020年         | 你還好嗎            |          |
| 無綫電視翡翠台 |                     |          |
| 2020年         | 台灣原味道（第2輯） | 主持之一 |

### 劇場表演（台灣）
- 2018年：國立臺北藝術大學戲劇學院 《第十二夜》
- 2019年：金枝演社劇團 《戰祭1884》
- 2020年：楊景翔演劇團 《我為你押韻-情歌Revival》

### 劇場表演（香港）
- 2012年：香港青年藝術協會 《福音》
- 2013年：香港科技大學 《油脂》
- 2014年：唯獨舞台 《快樂王子》
- 2015年：香港科技大學藝術中心 《溺鎮》

### 音樂錄像
- 2020年：HANA菊梓喬《我未能忘掉你》 - 女主角[4]

## 外部連結
- 譚凱螢Instagram專頁
- 譚凱螢Instagram帳戶
- 譚凱螢Facebook專頁
- 譚凱螢Facebook帳戶